# Eze Vincent Okeuhie
Eze Vincent Okeuhie (Lagos, 6 giugno 1993) è un ex calciatore nigeriano, di ruolo centrocampista.

## Carriera
Ha giocato nella prima divisione dei campionati cipriota, serbo e bielorusso.

## Palmarès

### Club

#### Competizioni nazionali
- Supercoppa di Bielorussia: 1

Šachcër Salihorsk: 2021